# Tsubotai
Tsubotai (mongoliska: Сүбээдэй, Sübeedei; traditionell mongoliska: Sübügätäi eller Sübü'ätäi; Tsubodai), även Subutai, Subedei, född ca 1175, död 1248, var den främste militäre strategen och generalen under Djingis Khan och Ögedei (Ogotai) khan. Han ledde mer än tjugo fälttåg under vilka han erövrade trettiotvå länder och vann sextiofem fältslag varvid han erövrade mer territorium än någon annan militär befälhavare i historien. Han vann sina segrar tack vare uppfinningsrikedom och sofistikerade strategier. Rutinmässigt koordinerade han arméers rörelser som befann sig hundratals kilometer ifrån varandra. En av hans främsta prestationer var den militära kampanjen mot Polen och Ungern där han krossade deras respektive arméer med endast två dagars mellanrum trots att de befann sig mer än 500 kilometer från varandra.
Tsubotai blev med åren kraftigt överviktig vilket hindrade honom från att rida. Han fick istället fraktas runt i en kärra.
Tsubotai anses vara en av Djingis Khans och det mongoliska imperiets främsta generaler med avseende på kompetens och taktisk förmåga. Han ledde eller stödde mongolernas erövringar i Asien och Europa. Han ledde många framgångsrika anfall och invasioner under sitt liv och förlorade nästan aldrig ett slag.

## Unga år och familj
Historikerna tror att Tsubotai föddes 1176, sannolikt strax väster om övre delen av floden Onon (Biflod till Amur) i nuvarande Mongoliet. Han tillhörde uriankhanska klanen och var av turkisk härkomst. Ordet uriankhan betyder född till kung på uigurisk turkiska.
Tsubotais släkt var befryndad med Temujins (den kommande Djingis Khan) släkt sedan flera generationer.
Hans äldre broder Jelme tjänstgjorde också som general under Temujin. Jelme räddade den svårt sårade Temujin under tiden de stred för att förena folken på den mongoliska högplatån. Ytterligare en broder Chaurkahn finns omnämnd i Mongolernas hemliga historia.
De nära familjebanden till trots fanns det ingen garanti för en hög samhällsposition för den unge Tsubotai. Det mongoliska samhället var en utpräglad meritokrati. Han var av enkel börd och son till en smed vid namn Jarchiudai.
Tsubotai skickades att tjäna Djingis Khan när han var 17 år. Han kom att bli befordrad till det högsta befäl som var tillgängligt för någon som inte var släkt med Djingis. Inom tio år hade han befordrats till general och förde befälet över en av de tumener som utgjorde förtrupp för den mongoliska hären. År 1212 stormade han Huan, den första händelse där han finns omnämnd. Djingis Khan refererade till honom som en av sina krigshundar, en titel han förtjänade.
Tsubotai lär ha sagt till Djingis ”Jag kommer avvärja dina fiender som filttyg skyddar dig från vädrets makter”.

## Som general
Tsubotai var den förste av mongolernas härförare vid sidan av Djingis som insåg värdet av ingenjörskonst vid belägringar. Han var också den som utvecklade stridstekniken med belägringsmaskiner mest.
Vid slaget vid Muhi slog de ungerska armborstskyttarna tillbaka de mongoliska försöken att nattetid korsa en bro. De orsakade också stora förluster hos mongolerna. Tsubotai lät då montera upp blidor för att rensa flodstranden på ungerska armborstskyttar och därmed öppna vägen för sitt lätta kavalleri utan ytterligare förluster. Detta är första gången som det finns noterat att man använder belägringsmaskiner annat än till belägringsstrid. I princip grundlade Tsubotai principen att använda indirekt eld för att möjliggöra rörelse. Medan blidorna rensade vägen mot bron, lät Tsubotai bygga en ny bro nedströms för att möjliggöra en flankering av ungrarna.
Tsubotai blev också känd för att enrollera besegrade folk i armén, något som mongolerna tidigare varit tveksamma till. Tsubotai rekryterade särskilt ingenjörer.
Underrättelsetjänst var ett annat område där Tsubotai var en föregångsman. Han planerade sina fälttåg i god tid och inhämtade då omfattande underrättelsematerial. Han hade underrättelsefolk på plats i de ryska lydstaterna Polen och Ungern minst ett år innan de planerade anfallen. Han anpassade sin taktik med hänsyn till fienden, terrängen och vädret. Han lade tyngdpunkten på användningen av sitt lätta kavalleri och manövrerade fienden in i finter, skenanfall och bakhåll. När fiendens motstånd bröts fullföljde han genom att skoningslöst förfölja fienden och bryta allt kvarvarande motstånd och stridsvilja.
Tsubotai följde den mongoliska traditionen att inte samla på sig onödig last och fångar utan säkerställde att förbanden kunde leva av vad landet gav och snabbt förflytta sig över stora avstånd. Innan han engagerade sig i strid försökte han alltid, oftast framgångsrikt, att manövrera fienden till en svagare position.
Till skillnad från dåtidens europeiska arméer där man betonade vikten av befälhavarens personliga mod, värderade mongolerna en taktisk vy och möjligheterna för sina ledare att göra snabba taktiska förändringar och anpassningar under strid. Men i och med att ingen man kunde bli officer utan att kämpa sig upp från soldat så betonades även här modet hos officerarna, även om det var på ett mer indirekt sätt.
Medan ledare som exempelvis Richard Lejonhjärta ledde sina män genom att själv strida främst bland männen, placerade Tsubotai sig på en höjd på avstånd varifrån han kunde styra striden med flaggor och ordonnanser. Att ha överblick samt att kunna styra striden var centralt för honom. Detta är ett av skälen varför Tsubotai sällan förlorade och har gått till historien som en av de mest framgångsrika befälhavarna i historien både i antalet segrar och beträffande erövrade landområden.

## Första fälttåget i väster
Djingis Khan skickade Tsubotai att bekämpa merkiterna. Tsubotai besegrade dem vid floden Tju år 1216 och återigen vid Kiptjakterritoriet år 1219. Shah Mohammad II av Khwarizm anföll Tsubotai strax efteråt längs Irghiz. Tsubotai lyckade avstyra anfallet efter våldsamma strider.
Djingis Khan ledde den mongoliska armén västerut mot Khwäizm i slutet av 1219, som en bestraffningsexpedition sedan dessa avrättat den mongoliska ambassadören. Tsubotai ledde förtruppen för invasionsarmén. 
Med omkring 130 000 man var den mongoliska armén underlägsen styrkorna i shahdömet Khwarizm. Genom bedrägeri, skenmanövrar och snabba manövrar krossade mongolerna Khwarizm i en serie av slag. Shah Mohammad II försökte rädda sig själv genom att fly in i centrala Persien. Djingis skickade Tsubotai och Jebe med 20 000 man att förfölja den flyende shahen. Shahen lyckades undvika att bli infångad, men efter en lång flykt blev han sjuk och avled i ett litet fiskarsamhälle vid Kaspiska havet tidigt år 1221.
Tsubotai tillbringade vintern i Azerbajdzjan. Under tiden kom han på tanken att kringgå Kaspiska havet och därmed omringa kiptjaker och kumanerna. Efter en insats i Persien och en räd in i Georgien, korsade mongolerna Kaukasus under vintern genom Derbentpasset. Genom diplomati och militär styrka lyckade Tsubotai besegra alanerna, kiptjakerna och kumanerna. Han krossade en kombinerad armé av ruser och kumaner längs floden Kalka (21 maj 1223). En räd mot volgabulgarer slutade däremot med förlust. Tsubotai erhöll förstärkningar och kunde därefter slutgiltigt få kiptjaker och kanglis att underkasta sig. Hela företaget avslutades då Tsubotai och hans styrkor återförenade sig med Djingis Khan och huvudarmén på dess väg tillbaka till Mongoliet.

## Fälttågen mot Xixia och Jin
Tsubotai spelade huvudrollen vid anfallet mot Xixia är 1226. Under år 1227 besegrade han Jin-distrikten längs övre delen av floden Wei, när mongolernas framryckning hejdades i samband med Djingis Khans död. 
Djingis efterträddes av sin son Ögedei. År 1230-31 ledde Ögedei personligen mongolernas huvudstyrka mot Jin (i centrala Kina). Försöken att bryta in i centrala Henan slutade med nederlag sedan Tsubotai blivit slagen vid  Shan-ch’e-hui. Härnäst belägrade och intog mongolerna Fengxian, ett sekundärt mål. Under år 1231-32 genomförde mongolerna ett förnyat erövringsförsök. Denna gång kunde Tsubotai besegra Jins arméer.
Mongolerna vann klara segrar vid Sanfeng (9 februari 1232), Yangyi (24 februari 1232) samt  Tieling (1 mars 1232). Ögedei och huvudarmén återvände till Mongoliet, men lämnade Tsubotai med en mindre styrka att fullborda erövringen av Henan. Tsubotai fann det svårt att erövra större städer och behövde nästan ytterligare två år för att fullborda erövringen av Jin. Han skapade en allians med Song för att fullborda erövringen. Det stod dock inte länge på förrän missämja uppstått mellan Song och mongolerna. Två arméer från Song erövrade städerna Kaifeng och Luoyang under sommaren 1243. Mongolerna återvände inom kort och återtog städerna.

## Andra fälttåget i väster
Ögedei beslöt sig för att skicka huvuddelen av armén västerut för att slutgiltigt krossa kiptjaker och bulgarerna. Tsubotai fick uppdraget att leda uppdraget under prins Batu.
Tsubotai besegrade kiptjakerna som stod under ledning av Bachman norr om Kaspiska havet och strax därefter även volgabulgarerna. I slutet av 1237 Tsubotai anföll Ryazan och Vladimir-Suzdal. Rus besegrades i tre olika fältslag och deras städer erövrades snabbt. Mongolerna tillbringade sommaren 1238 längs Don (flod). Enheter skickades ut för att underkuva mindre stammar som levde på slätterna kring Svarta havet. Under 1239 besegrades Rus-staten Tjernihiv.
Vid denna tidpunkt inträffar det forna Sveriges enda närkontakt med mongolväldet. I och med att ruserna var kuvade så kom de att inordnas som mongoliska lydstater. År 1240 bestämmer sig Birger Jarl för att säkra floden Neva (avvattnar Ladoga och rinner ut i Finska viken). Den mongoliska lydfursten, prinsen av Novogorod, Alexander Yaroslavich, slår den svenska invasionshären den 15 juli 1240 på Nevas stränder. Som hedersnamn till följd av sin seger kom prinsen hädanefter att kallas Alexander Nevskij.
Mongolerna hade ett stilleståndsavtal med Galish-Vladimir. Dess regent blev därför tagen med överraskning när Tsubotai ändå gick till anfall i december 1240. Kiev, Vladimir och andra städer föll snabbt.

## Fälttågen mot Central- och Östeuropa
Anfallet på Centraleuropa var Tsubotais verk och det var framför allt detta som ledde till hans berömmelse. Det var under dessa fälttåg som hans geniala idéer och nytänkande kom helt till sin rätt.
Efter att ha erövrat de olika ryska statsbildningarna lät han skicka ut underrättelseenheter mot Polen, Ungern och Österrike för att förberedda anfallet mot centraleuropa. Han lät sammanställa en ganska tydlig bild av hur de europeiska staterna såg ut, vilka som var allierade och inte samt vilken militär potential som förelåg. 
Förberedelserna var mycket omfattande. Fälttåget skulle formellt ledas av Batu Khan, men den som i praktiken ledde kriget var Tsubotai. Han ledde personligen det norra och södra fälttåget mot Kiev samt arméns centrala framryckning mot Ungern. 
Khagans Ögedeis son Khadan ledde avledningsanfallet mot Polen, som syftade till att skydda huvudarméns flanker. Här lyckade Khadan binda och besegra de polska staterna, tempelherreorden, johanniterriddarorden samt styrkor ut det Tysk-Romerska riket vid slaget vid Legnica.
Khagans Ögedeis äldste son Güyük ledde samtidigt anfallet mot Transsylvanien som syftade till att skydda Tsubotais andra flank samt binda och slå fienden i öster.
Under tiden lät Tsubotai flytta huvudhären till Ungern.
Kung Béla IV av Ungern hade samlat sitt krigsråd i Esztergom som då var huvudstad och ligger uppströms Donau från Buda och Pest. I och med att mongolerna framryckte mot Ungern från nordväst bestämde sig ungrarna att kraftsamla sin styrkor till Pest och därifrån rycka fram norrut mot mongolerna.
Till följd av Tsubotais utvecklade underrättelsetjänst kände mongolerna till dessa planer. Mongolerna började då agera i enlighet med den taktik de utvecklat och Tsubotai förfinat: De retirerade under ständig stridskontakt med de framryckande.
I och med detta kunde de styra vilken väg ungrarna och deras allierade skulle ta och därmed var det mongolerna som valde plats för slaget.
Monglerna drogs sig tillbaka till floden Sajó, medan Tsubotai kraftsamlade mongolhären till Muhi.
Den 10 april 1241 hade Khadan segrat vid Legnica i Polen. Dagen efter inledde Tsubotai sitt anfall genom att skicka en enhet att kringgå det ungerska huvudlägret söderifrån. Huvudstyrkan gick över floden Sajó vid Mohi men möttes av kraftig eldgivning från armborst. Det var då som Tsubotai satte in sina blidor för att bekämpa de ungerska armborstskyttarna. Han lät sedan understödja arméns framryckning med indirekt eld från blidorna. En princip som dittills inte finns dokumenterad. När huvudarmén korsat floden lät han den andra styrkan anfalla från söder.
Resultatet var att det uppstod panik i den ungerska alliansen. För att undvika att fienden skulle slåss till sista man tillämpade Tsubotai en av sin traditionella finter. Han lämnade tydliga öppningar i sin formering. Mongolerna hade redan drabbats av större förluster än normalt av armborstskyttarna. Därför ville inte Tsubotai slåss mot armborstskyttar som befäst sig och hade tungt kavalleri som skyddade flankerna. Genom att lämna dessa öppningar hade motståndarna någonstans att fly i mindre enheter, varvid det mongoliska kavalleriet inte hade några problem att slå dem.
Dessutom flydde ungrarna rakt ut i ett myrområde som gjorde deras framryckningshastighet mycket låg och gjorde det möjligt för de mongoliska bågskyttarna att skjuta av dem i lugn och ro. Det tunga kavalleriet bekämpades på samma sätt.
Efteråt kunde man konstatera att det låg lik utspridda över en sträcka som det tog två dagar att passera.
Under slaget förlorade ungrarna och deras allierade två ärkebiskopar, tre biskopar samt 40 000 soldater. De mongoliska förlusterna uppskattas till knappt 1 000 man.
Kung Bela IV flydde till Zagreb och mongolerna lät en här förfölja honom. Mongolerna jämnade Zagreb med marken. Man fortsatte förfölja kungen under sommaren och förlorade några mindre slag. 
Batu och Tsubotai diskuterade nu att fortsätta västerut och erövra Wien samt invadera det tysk-romerska riket.
Den 11 december 1241 avled Djingis Khans son och regerande Khagan (storkhan) av Mongoliska imperiet Ögedei Khan svårt alkoholiserad. Sin vana trogen avbröt då mongolerna sina fälttåg och återvände till Mongoliet för att välja en ny storkhan.

## Senare år
Ögedei efterträddes av sin änka Törgene.
Tsubotai insisterade på att Batu skulle återvända och Törgene bjöd in honom för att väljas till khagan. Batu vägrade dock att återvända och istället blev Güyük vald 1246.
Eftersom Güyük och Batu inte tålde varandra och Güyük var övertygad om att det skulle bli inbördeskrig ville han inte att Batu skulle ha de skickliga generalerna på sin sida. Därför fick inte Tsubotai återvända till Europa.
Tsubotai, nu fyllda 70 år, fick leda kriget mot Song under 1246-1247. Påvens utsände emissarie Plano Carpini träffade Tsubotai i Karakorum och berättade att mongolerna hade stor respekt för honom och att han bar titeln Baghatur (riddare).
Tsubotai återvände från Song under 1248 och drog sig tillbaka till sitt hem i området kring floden Tuul, i närheten av dagens Ulan Bator, där han levde fram till sin död något år senare.
Hans efterkommande skulle komma att tjäna kommande khaganer under flera generationer.